# Hans-Georg Kluge
Hans-Georg Artur Oswald Kluge (* 2. März 1953 in West-Berlin) ist ein deutscher Rechtsanwalt und Fachhochschuldozent, ehemaliger Kommunalpolitiker der CDU, Staatssekretär a. D. und Richter a. D.

## Ausbildung und Beruf
Nach seinem Abitur 1973 in Bad Oeynhausen studierte Kluge Rechtswissenschaften in Bielefeld, Köln und Bonn. Neben seiner Tätigkeit als freier Journalist, in der Politik, insbesondere als Funktionsträger der CDU und für Bundestagsabgeordnete, arbeitete Kluge als Verwaltungsrichter in Potsdam. Er war der erste wissenschaftliche Mitarbeiter am Verfassungsgericht des Landes Brandenburg unter dessen Präsidenten Peter Macke. Er ist einer der beiden Mitverfasser des Handbuches, das über die Verfahrensweise und ausgewählte Entscheidungen dieses Gerichts in zwei Auflagen veröffentlicht worden ist. 1998 wurde er Richter am Oberverwaltungsgericht Brandenburg. Von 1999 bis 2003 war er Landrat des ostwestfälischen Kreises Herford. Er war der erste direkt gewählte, damit gleichzeitig der erste hauptamtliche Landrat im Kreis und daher auch an der Spitze der Verwaltung des Kreises stehend. Er erhielt im ersten Wahlgang 47,77 Prozent der gültigen Stimmen und gewann dann die Stichwahl gegen den sozialdemokratischen Kandidaten. Als Landrat des Kreises Herford war gleichzeitig Chef der Kreispolizeibehörde, Vorsitzender des Verwaltungsrats und des Kreditausschusses der Sparkasse Herford. Er war außerdem Mitglied des Vorstandes des nordrheinwestfälischen Landkreistages, Vorsitzender der Wirtschafts-Initiative des Kreises Herford, Vorsitzender der Kriegsgräberfürsorge des Kreises Herford, Vorsitzender des Heimatvereins des Kreises Herford und des Fördervereins für das Stadttheater Herford sowie Mitglied zahlreicher weiterer Gremien.
Im Januar 2003 trat er vorzeitig als Landrat zurück und wechselte als Justizstaatssekretär und Europastaatssekretär ins Brandenburgische Ministerium der Justiz und für Europaangelegenheiten unter Ministerin Barbara Richstein. Seine Nachfolgerin im Landratsamt wurde Lieselore Curländer (CDU). Ende 2004 schied er gleichzeitig mit seiner Ministerin aus der Brandenburgischen Regierung aus. Hintergrund war die sogenannte Brandenburgische Trennungsgeldaffäre, die er für unzureichend aufgearbeitet hielt [2].
Nach dem Ausscheiden aus der aktiven Politik arbeitet Kluge in einer Anwaltskanzlei in Berlin mit dem Schwerpunkt Tierschutzrecht. Aufsehen erregte vor allem seine Tätigkeit zum umstrittenen Schächten. Auch ein Prozess am Landesarbeitsgericht Berlin erregte Aufsehen. Eine diskriminierte Berlinerin und Rechtsanwalt Kluge konnten in der deutschen Rechtsgeschichte erstmals mit Hilfe statistischer Methoden eine Diskriminierungsklage gegen ein Unternehmen gewinnen, das sie bei der Beförderung übergangen hatte.
Ab Frühjahr 2005 hat Kluge, der gerade seine Tätigkeit als Rechtsanwalt in Berlin aufgenommen hatte, im Auftrag des Ersten Parlamentarischen Geschäftsführers der CDU/CSU-Bundestagsfraktion Norbert Röttgen eine Projektgruppe zum Bürokratieabbau geleitet und in dieser Funktion den dieses Thema betreffenden Teil der Koalitionsvereinbarung vorbereitet und formuliert ebenso wie den Entwurf des 2006 in Kraft getretenen Gesetzes „zur Einsetzung eines Nationalen Normenkontrollrates“.
Seit Ende 2006 ist Kluge Lehrbeauftragter an der Fachhochschule des Mittelstandes in Bielefeld und beschäftigt sich dort vor allem mit den Themen Bürokratieabbau und Bürokratiekostenabbau. Er leitet dort seit 2014 zusätzlich zusammen mit Norbert Röttgen und Volker Wittberg das „Center for Sustainable Governance“, das Modelle zur nachvollziehbaren Messbarkeit staatlicher, kommunaler und unternehmerischer Nachhaltigkeit entwickelt.
Seit Januar 2015 ist Kluge zusammen mit Norbert Röttgen Gründungspartner der Rechtsanwalts-Partnergesellschaft Röttgen & Kluge, der auch der frühere Vizepräsident des Bundesverwaltungsgerichts Michael Hund, der frühere Staatssekretär im Bundesumweltministerium Jürgen Becker sowie Klaus Vorndamme, der langjährige Vorstandsvorsitzende der Sparkasse Herford, angehören.
Kluge ist Ehrenbürger der Gespanschaft Šibenik-Knin in Kroatien, Träger der Ehrenmedaille der französischen Stadt Voiron sowie des zweithöchsten Ordens der Republik Nicaragua.
Es sind mehrere Publikationen Kluges erschienen, darunter der von ihm im Kohlhammer-Verlag herausgegebene Kommentar zum Tierschutzgesetz. Insbesondere zum Tierschutzrecht und zum Bürokratieabbau hat er auch diverse Aufsätze veröffentlicht und hält regelmäßig Vorträge zu diesen und anderen Themen. Inzwischen liegt ein weiterer wichtiger Schwerpunkt in der Bearbeitung von juristischen Themen mit Berührung zur Nachhaltigkeit.
Kluge, der vegan lebt, ist in Berlin ehrenamtliches Vorstandsmitglied zweier Tierschutzstiftungen: der Erna-Graff-Stiftung für Tierschutz und der Albert Schweitzer Stiftung für unsere Mitwelt.